# رزه آگیلار
رُزه آگیلار (کاتالونیایی: Roser Aguilar؛ زادهٔ ۱۹۷۱ میلادی) کارگردان فیلم و فیلم‌نامه‌نویس اهل اسپانیا است.
او دانش‌آموختهٔ رشتهٔ روزنامه‌نگاری در دانشگاه خودگردان بارسلونا است. فیلم‌نامه‌نویسی را نزد فرناندو تروئبا و کارگردانی فیلم را از خوان خوزه کامپانلا آموخت.
وی در سال ۲۰۱۱ فیلم کوتاه «اینک نمی‌توانم» را کارگردانی کرد که برندهٔ «جایزه گائودی» شد. در سال ۲۰۱۷ نیز فیلم «براوا» را با هنرنمایی لایا مارول ساخت که نخست در جشنواره فیلم‌های اسپانیایی مالاگا و سپس در سینماها به نمایش درآمد.